# Flokulus
Flokulus (łac. flocculus, l.mn. flocculi) – grupa włosków lub szczecinek spotykana na ciele niektórych owadów z rzędu błonkoskrzydłych.
Flokulusy mogą występować na powierzchni bioder lub krętarzy tylnej pary odnóży błonkówek. Pędzelkowate flokulusy charakteryzują np. tylne krętarze pszczolinkowatych.